# Schloss Kochberg

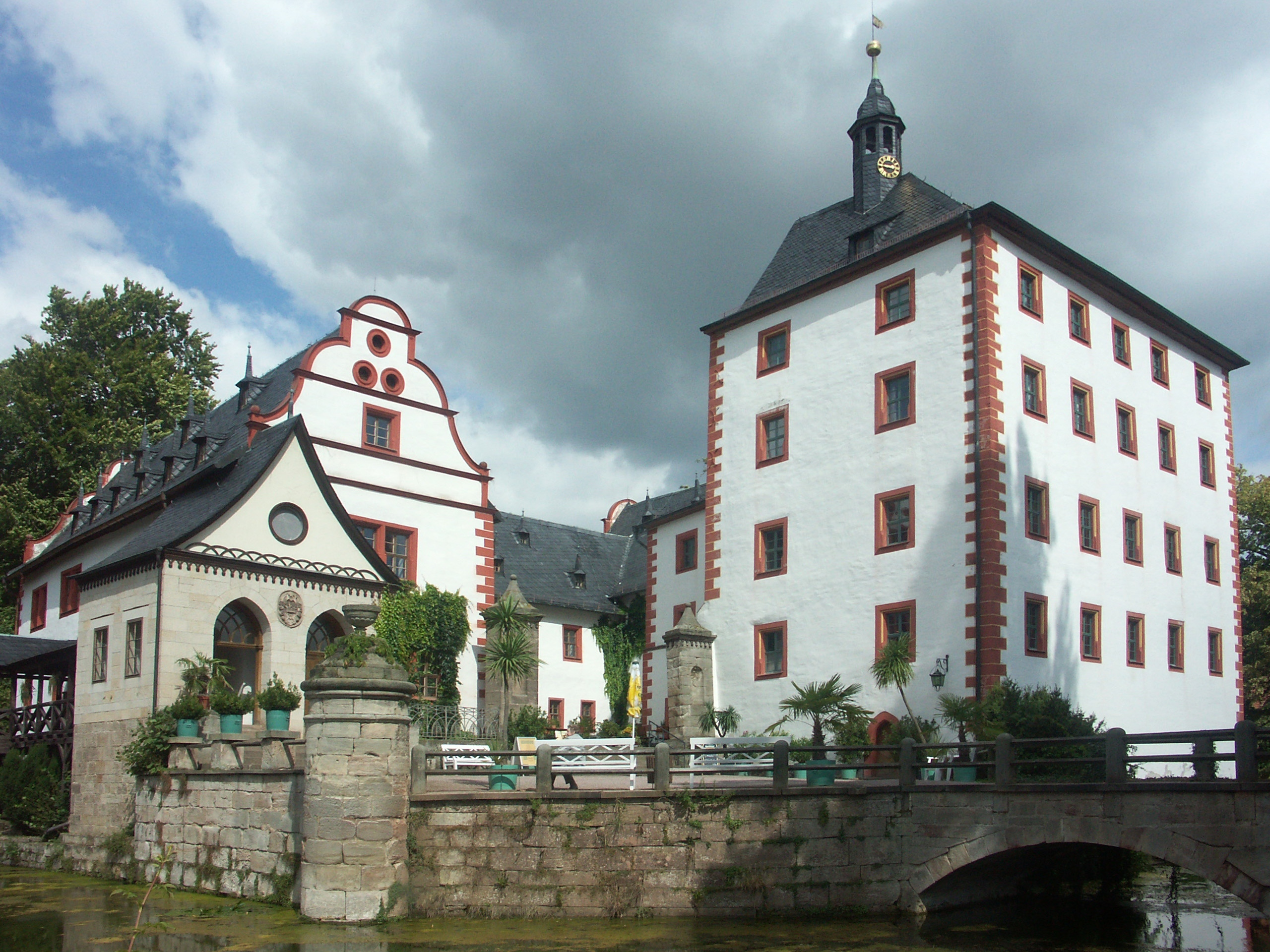
Gesamtensemble

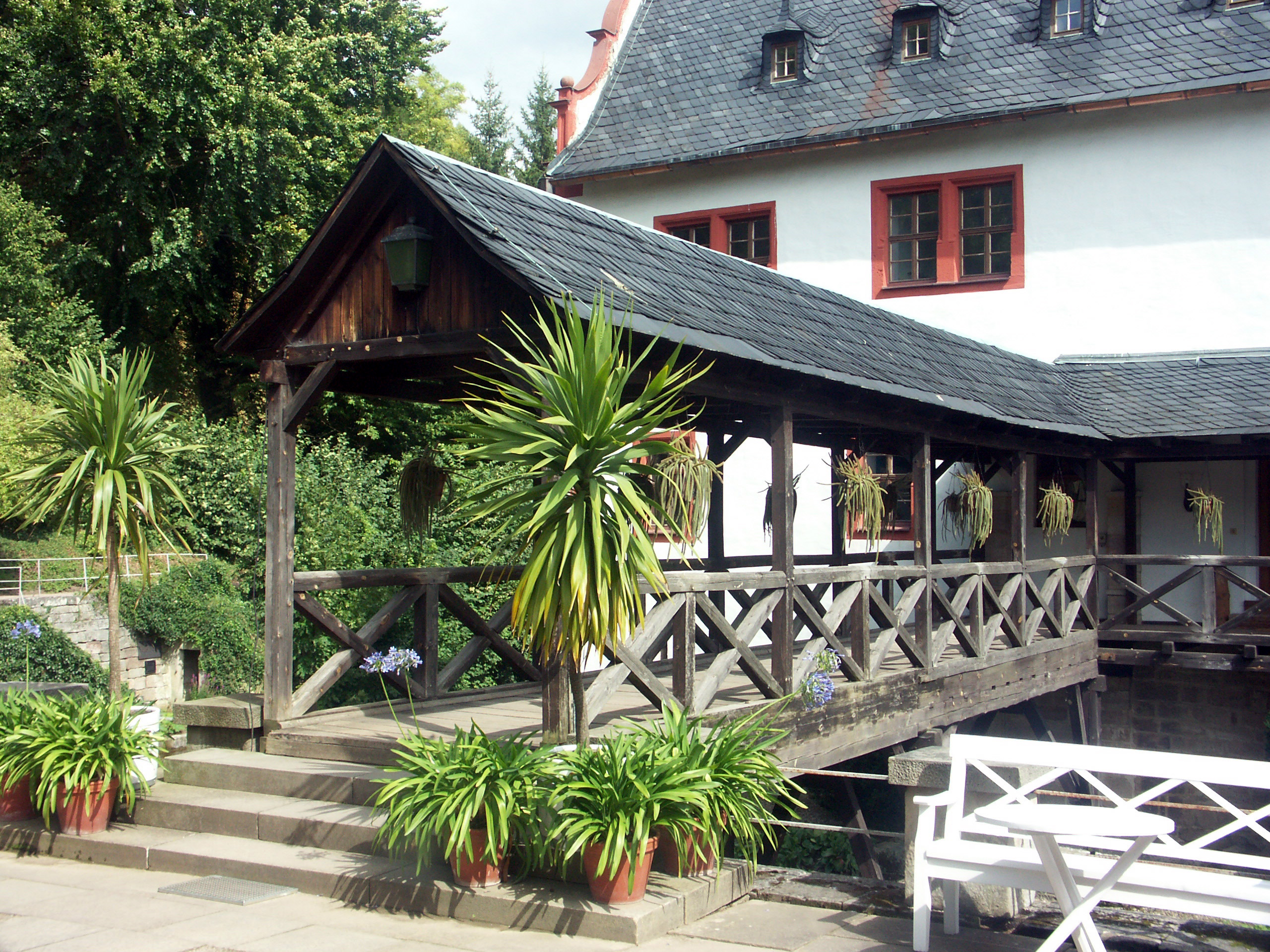
Gartenbrücke

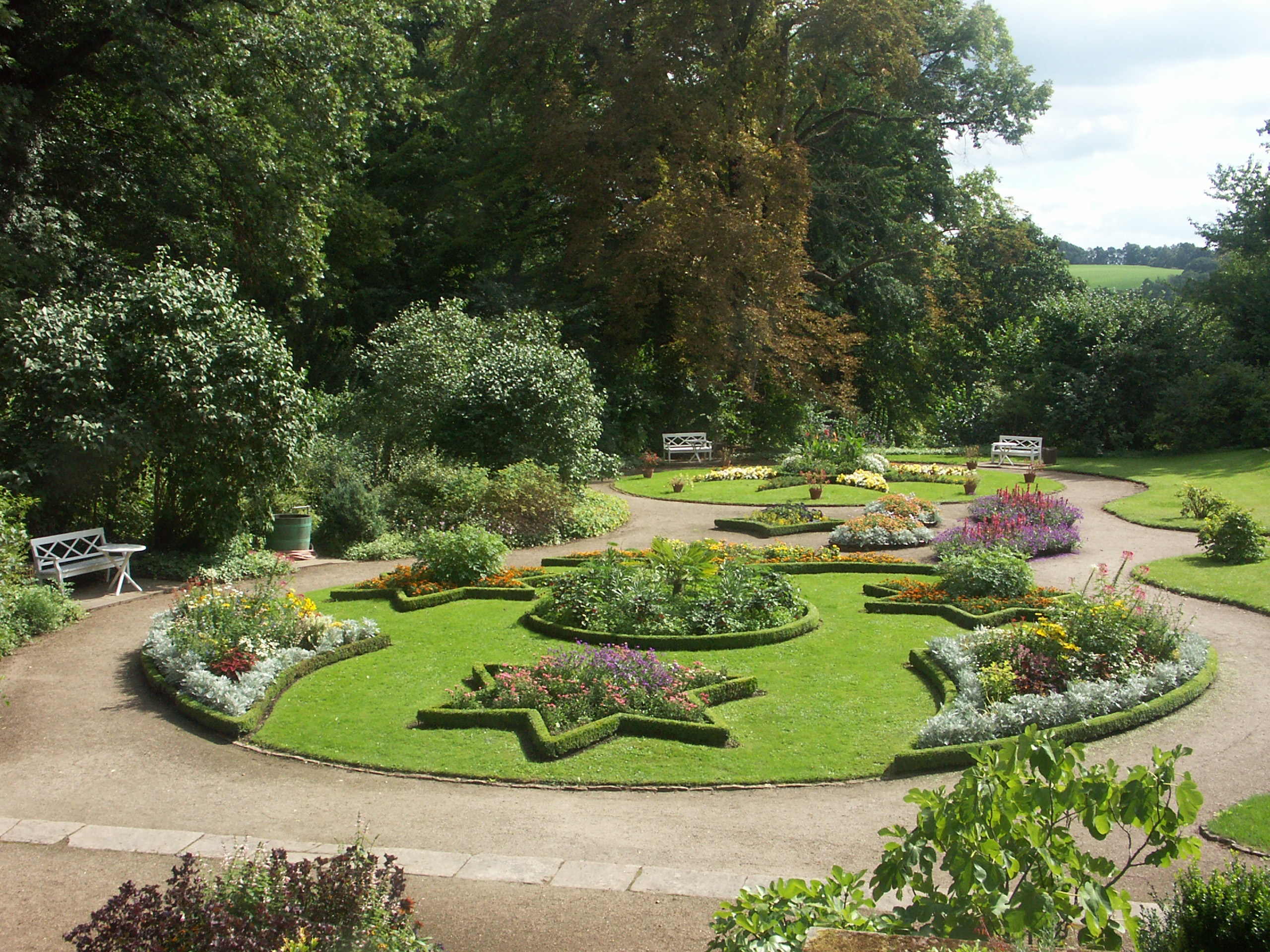
Blumenbeet im Schlosspark

Das ehemalige Rittergut mit Schloss Kochberg liegt in Zentralthüringen in Großkochberg in der Nähe von Rudolstadt und ist vor allem durch mehrere Besuche Goethes bekannt.

## Geschichte und Besitzer
Die Anlage ist um einen zentralen Platz, den „Plattenhof“, gruppiert, nach alten Chroniken zur obern Seite des Dorfs gelegen. Ältester Gebäudeteil ist das „Hohe Haus“ im Südosten, ein mittelalterlicher Wohnturm, das auf die erstmals 1380 erwähnte Wasserburg zurückgeht. Die früheste ausführliche Beschreibung des Schlosses stammt aus dem Jahr 1659. Darin ist von einer Quelle im Schlosspark die Rede sowie von einer Röhrenleitung, die den viereckigen Burggraben aus dem so genannten Bergteich speiste. Der vermutlich einzige Zugang zum Schloss war in dieser Zeit eine Zugbrücke im Osten. Das heute dominierende Bauwerk, das „Hohe Haus“ im Westen der Anlage, stammt aus dem 17. Jahrhundert und ist im Stil der Renaissance errichtet. Später wurde im Westen und Norden des Schlosses ein Park angelegt, den eine Brücke mit dem zentralen Gebäudeensemble verbindet. Eine weitere Brücke führt nach Süden zum Wirtschaftshof.
Ein gleichnamiges Adelsgeschlecht, das vermutlich auf diese Burg zurückgeht, ist bereits für das 13. Jahrhundert nachgewiesen. 1506 starb Hartmann von Kochberg. Seine Witwe heiratete Siegfried von Schönfeldt, der dadurch auch das Schloss erhielt. Dessen Erben, Johann Theobald d. Ä. von Schönfeldt, resp. Georg Christian von Schönfeldt (1644–1691), verkauften das Schloss an Balthasar von Kochberg. 1733 kamen die Freiherren von Stein-Kochberg in den Besitz des Schlosses. Durch die Freundschaft zu Charlotte von Stein war Johann Wolfgang von Goethe mehrfach zu Besuch auf Schloss Kochberg, erstmals am 6. Dezember 1775 und zum letzten Mal am 5. September 1788. Goethe fertigte vom Schloss auch mehrfach Zeichnungen an.
Mit Gottlob Carl Wilhelm Friedrich von Stein, dem ältesten Sohn von Charlotte und Gottlob Ernst Josias Friedrich Freiherr von Stein, wurde der Besitz innerhalb der Familie weiter vererbt. Teile seines Gutarchivs sind erhalten geblieben. Die Freiherren von Stein zu Kochberg hielten mehrere Hof- und Ehrenämter inne, so auch Felix von Stein zu Kochberg (1800–1872), er war Grundbesitzer und preußischer Oberregierungsrat a. D. Der Freiherr war zweimal liiert, zuerst mit Luise von Stein zum Altenstein, dann mit Luise von Bassewitz. Aus erster Ehe stammte der Groß Kochberger Erbe Felix Ludwig Wilhelm Karl Freiherr von Stein (1828–1891), herzoglich sächsisch-meiningscher Kammerherr, Ehrenritter des Johanniterordens. Diese evangelische Kongregation ehrten ihn mit anderen bekannten Mitgliedern nach dem Tode mit einer besonderen Korrespondenz im Ordensblatt. Seine Ehefrau wurde Anna von Holtzendorff aus dem mecklenburgischen Vietmannsdorf. 1938 starb der letzte Erbe Charlottes, ihr Ururenkel, wie sein Vater herzoglich-sächsisch-meiningscher Kammerherr und kaiserlich deutscher Konsul a. D. Felix von Stein, geboren auf Groß Kochberg 1869.
Der heutige Besitzer der Liegenschaften ist die Klassik Stiftung Weimar. In Dänemark leben Nachfahren der Stein-Familie mit Restitutionsansprüchen auf Teile der Ausstattung. In Verhandlungen soll für einen Teil die Dauerleihgabe, für andere Stücke der Erwerb erreicht werden.

## Nutzung
Am 27. August 1949 wurde eine Goethe-Gedenkstätte eingeweiht. Nach einer umfassenden Restaurierung wurde das Schloss 1975 wieder für die Öffentlichkeit geöffnet. Bis zur Wende war das Schloss ein Erholungsheim des Kulturfonds der DDR. Zu Beginn der neunziger Jahre wurde ein Versuch unternommen, das Schloss als Hotel zu betreiben. 2011 wurde das Schloss wegen Restaurierungsarbeiten für die Öffentlichkeit geschlossen. Im April 2012 wurde das für 2 Millionen Euro umfassend restaurierte Schlossensemble feierlich wiedereröffnet. Im Schloss befinden sich ein Restaurant und ein Schlossmuseum. Dessen wertvollste Exponate sind zwei Schreibtische Goethes.

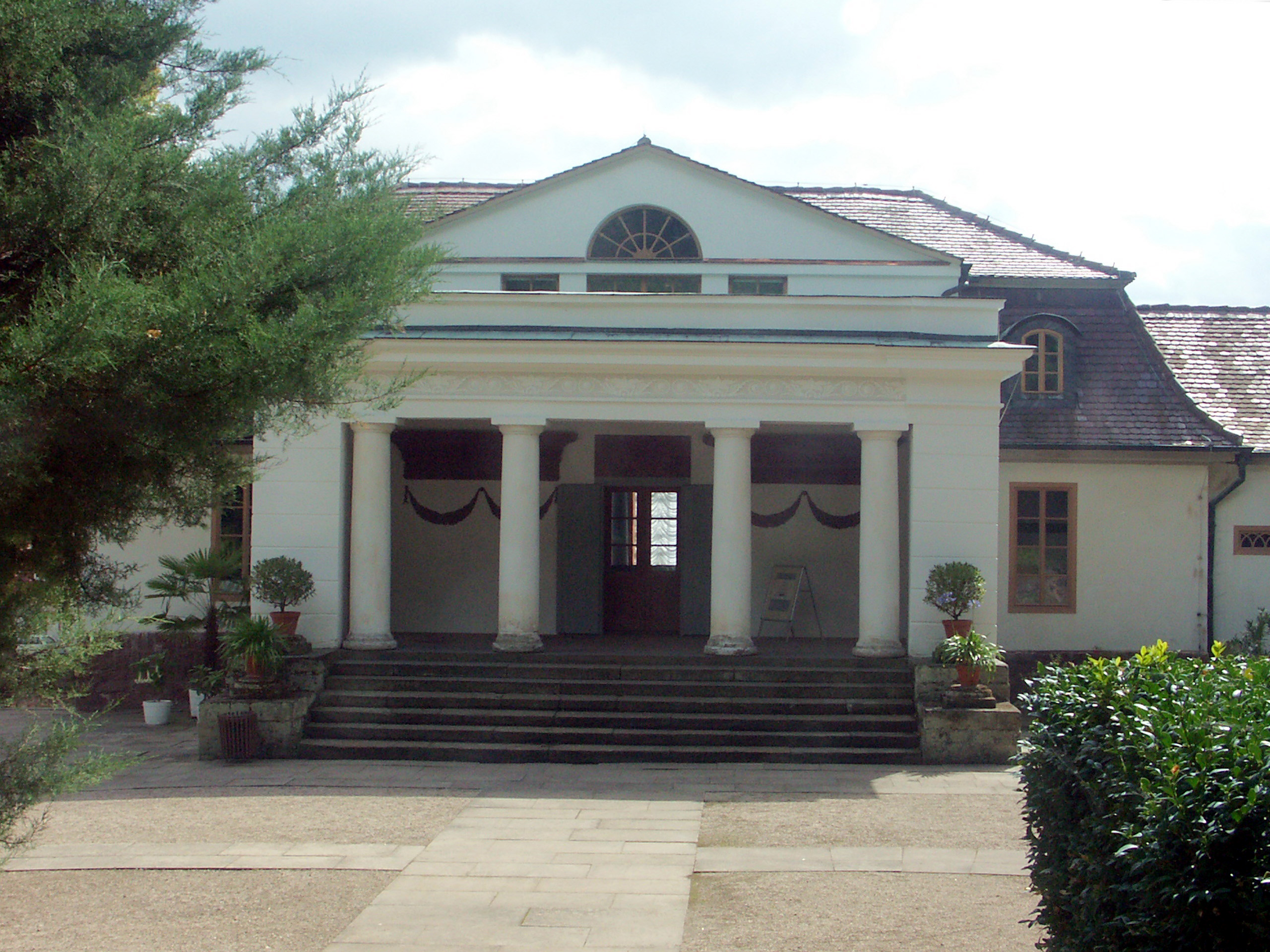
Das Liebhabertheater

## Liebhabertheater
Am Eingang zum Schlosspark liegt das Liebhabertheater, das Carl von Stein um 1800 errichten ließ, wobei das ursprüngliche zweigeschossige barocke Gartenhaus umgebaut, erweitert und durch einen Säulenportikus sowie einen großen hellen Bühnenraum ergänzt wurde. Der Innenraum wurde mit Marmorpapier ausgestaltet.
Seit der Wiedereröffnung nach der Restaurierung 1975 findet hier zwischen Ostern und dem Spätherbst ein reges Theater- und Konzertleben mit international renommierten Künstlern statt. Das Theater verfügt über 75 Sitzplätze und bietet damit eine ganz eigene, intime Atmosphäre für Theater- und Opernaufführungen, kammermusikalische Ereignisse und Lesungen. 1993 fand hier die Uraufführung von Philipp Christoph Kaysers Goethe-Oper Scherz, List und Rache (1787) statt.
Den Theaterbetrieb hat der Verein Liebhabertheater Schloss Kochberg e. V. übernommen. Von Mai bis Oktober lädt das Theater an den Wochenenden zu Opern-, Theateraufführungen und Kammerkonzerten mit renommierten Künstlern in dem kleinen authentischen Theater der Goethezeit ein, wobei ein besonderes Augenmerk auf die historische Aufführungspraxis gelegt wird.

## Literarische Bezüge
- Hanns Cibulka: Liebeserklärung in K, Tagebuchaufzeichnungen. Mitteldeutscher Verlag, Halle (Saale) 1974.
- Sigrid Damm: Ich bin nicht Ottilie. Roman, 1. Auflage, Insel Verlag, Frankfurt am Main/Leipzig 1992. ISBN 3-458-16236-4.
- Felix Frhr. von Stein-Kochberg: In Kochberg, dem Reich der Charlotte von Stein. J.J. Weber, Leipzig 1936 (Weberschiffchen-Bücherei 15).

## Dokumentarfilm
- 1985: Eine Schlossgeschichte (DEFA-Dokumentarfilm, Regie: Peter Rocha)[7]